# Daniel Martín Fernández
Daniel Martín Fernández, noto comunemente come Dani Martín (Gijón, 8 luglio 1998), è un calciatore spagnolo, portiere dell'Eldense.

## Carriera

### Club
Cresciuto nel settore giovanile dello Sporting Gijón, ha esordito in prima squadra il 19 settembre 2017 disputando l'incontro di Coppa del Re perso ai rigori contro il Numancia. Il 18 luglio 2019 è stato acquistato a titolo definitivo dal Real Betis, con cui ha esordito tra i professionisti in Segunda División il 5 maggio 2019 dopo giocando il match perso 2-1 contro il Maiorca.
Il 30 luglio 2021 viene ceduto in prestito al Malaga.

### Nazionale
Nel giugno 2019 è stato convocato per l'Europeo Under-21 disputato in Italia, senza riuscire però a scendere in campo.